# Lois Weber
Lois Weber (13 de junio de 1881 – 13 de noviembre de 1939) fue una directora cinematográfica estadounidense, así como productora y actriz; fue la primera mujer en dirigir un largometraje, El mercader de Venecia, en 1914.

## Biografía
Weber nació en Allegheny, en la actual Pittsburg, Pennsylvania. En su infancia fue aparentemente una excelente pianista. Abandonó su domicilio esperando hacer una carrera como cantante en la ciudad de Nueva York. Tuvo que vivir pobremente y trabajar predicando y cantando himnos por las calles de dicha ciudad y de Pittsburg. En 1905 entró a formar parte de la Gaumont Film Company como actriz, y en 1906 se casó con el director de Gaumont Phillips Smalley. 
En 1908 interpretó un papel en un film que ella había escrito, Hypocrites, y que fue dirigido por Herbert Blaché, marido de la famosa cineasta Alice Guy. Hypocrites fue también el título de una película de 1915 que Weber escribió, dirigió, produjo e interpretó, y que tocaba temas de carácter social y lecciones de moralidad consideradas muy atrevidas para la época. En sus filmes se hablaba de temas como el aborto y el control de natalidad (Where Are My Children?), la pena de muerte ( The People vs. John Doe), y el alcoholismo y la drogadicción (Hop, the Devil's Brew). Todos estos títulos, de 1916, dado su controvertido tema, fueron casi siempre un éxito de taquilla.
En 1916 llegó a ser la directora mejor pagada de Universal Studios, y en 1917 formó su propia productora, Lois Weber Productions. Lois Weber era la única mujer con un puesto garantizado en la Motion Picture Directors Association. El director John Ford trabajó como ayudante de Weber antes de dirigir sus propias producciones. Uno de los filmes más exitosos de Weber en este período fue The Blot (1921), con Claire Windsor y Louis Calhern, uno de los cinco que Weber estreno con Paramount Pictures. 
En la década de 1920 su suerte empezó a cambiar – perdió su compañía, se divorció de Smalley en 1922, y tuvo una crisis nerviosa. Se casó con Harry Gantz en 1926, pero se divorciaron en 1935. Sus últimas películas mudas fueron Sensation Seekers y The Angel of Broadway (ambas de 1927). El último film de Weber fue White Heat (1934), que tuvo una pobre acogida. A partir de entonces únicamente encontraría trabajo como guionista supervisora para Universal. 
Lois Weber falleció arruinada en 1939 en Hollywood, California, a causa de una enfermedad gástrica. Tenía 58 años. No dejó descendencia. 
Por su contribución a la industria cinematográfica, Lois Weber tiene una estrella en el Paseo de la Fama de Hollywood, en el 6518 de Hollywood Boulevard.

## Filmografía seleccionada

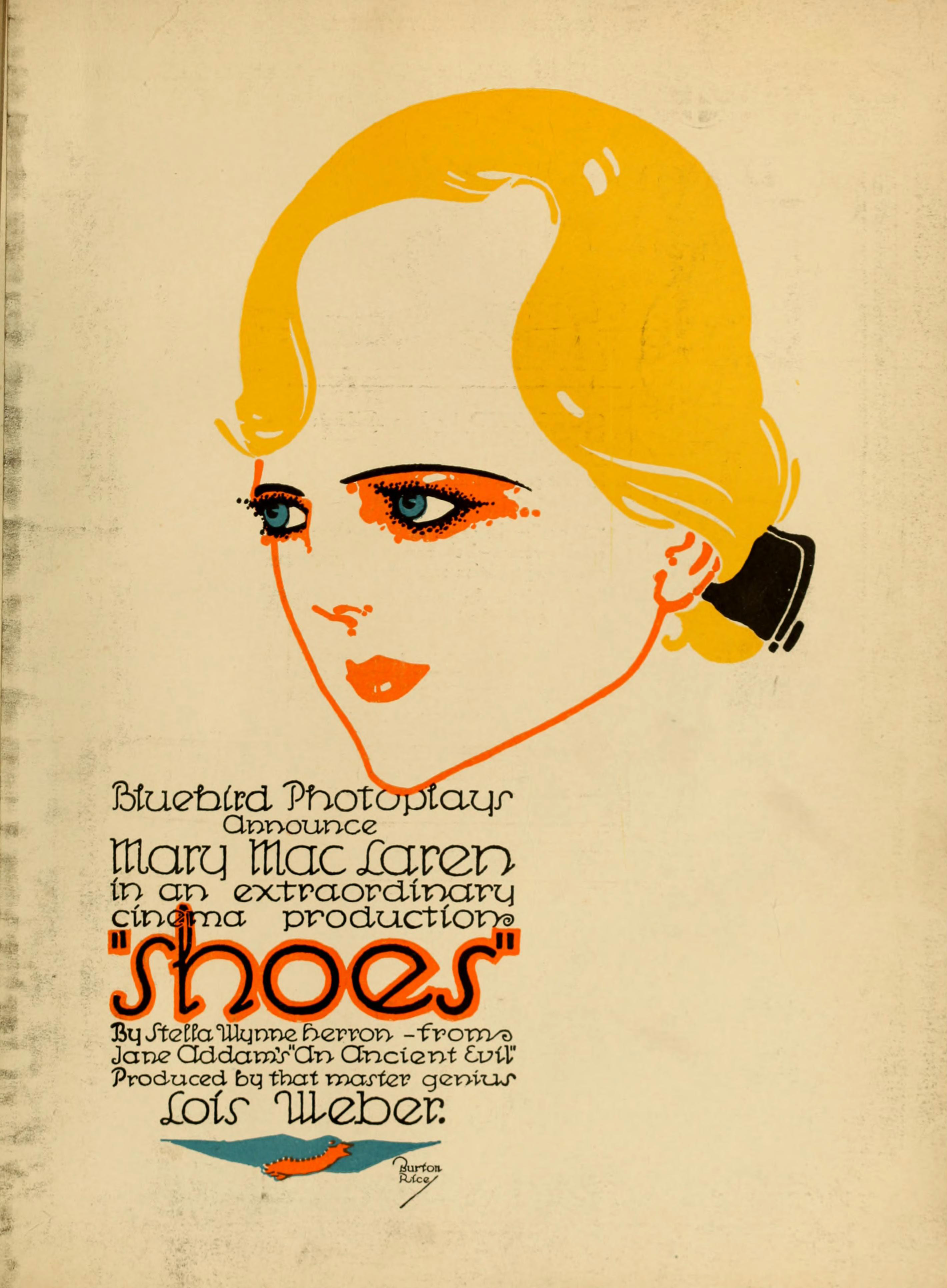
Shoes (1916)

- A Japanese Idyll (1911)
- Suspense (1913)
- How Men Propose (1913)
- Hypocrites (1915)
- The Dumb Girl of Portici (1916)
- Where Are My Children? (1916)
- The Blot (1921)
- Too Wise Wives (1921)
- White Heat (1934)